# Moab (Marte)
Moab  è una caratteristica di albedo della superficie di Marte.